# Knabenkapelle (Nördlingen)
Die Knabenkapelle Nördlingen ist ein Blasorchester, das aus Buben im Alter von 8 bis 20 Jahren besteht. Die Knabenkapelle wurde im Jahre 1924 als städtische Einrichtung der Stadt Nördlingen gegründet. Neben dem Blasorchester mit ca. siebzig Jungbläsern bestehen ein Trommlerkorps und ein Vorstufenorchester. Sie hatten Auftritte bei Großveranstaltungen in verschiedenen Städten sowie Live-Auftritte im Rundfunk. 
In den ersten Jahren erlernen alle Mitglieder das Trommeln auf einer Spielmannstrommel. Danach können andere Instrumente erlernt werden wie Querflöte, Klarinette, Fagott, Saxophon (Sopran, Alt, Tenor, Bariton), Trompete (Flügelhorn), Waldhorn, Tenorhorn, Posaune, Tuba, Schlagzeug.
Die Knabenkapelle Nördlingen gewann 1995 den Rieser Kulturpreis.
1990 wurde dann die Stadtkapelle Nördlingen gegründet, in welcher die ausscheidenden Mitglieder der Knabenkapelle die Möglichkeit haben, weiter in einem Blasorchester zu musizieren.

## Geschichte
Ihr erster öffentlicher Auftritt fand 1925 während des Stabenfestes statt, eines alljährlichen Kinder- und Volksfestes in Nördlingen. Die Buben marschierten in ihren historischen Kostümen, die den Uniformen der Stadtsoldaten aus dem 17. Jahrhundert auch heute noch gleichen, durch die Straßen: rotweiße Strümpfe, blaue Pluderhosen mit goldenen Knöpfen, dazu ein hellbraunes Wams mit dem Adler der Freien Reichsstadt auf der Herzseite, weiße Kragen und Manschetten sowie grauer Hut mit roten und weißen Federn. Im August 1924 hatte der Stadtrat für die 500 Dollar, die der nach Amerika ausgewanderte Fabrikant Oscar Mayer gespendet hatte, Musikinstrumente und historische Uniformen zur Ausrüstung einer Knabenkapelle angeschafft.